# Jewgienij Aleksiejew (admirał)
Jewgienij Iwanowicz Aleksiejew (ros. Евгений Иванович Алексеев, ur. 11 maja?/23 maja 1843 w Sewastopolu, zm. 27 maja 1917) – admirał Imperium Rosyjskiego, generał adiutant.

## Życiorys
Pozamałżeński syn cesarza Aleksandra II. Ukończył Morski Korpus Kadetów (1863). W 1863-1867 na korwecie Wariag brał udział w opłynięciu kuli ziemskiej. Po 2 latach służby na lądzie, pływał na kliperze „Jachont” (1869/1871) i „Żemczug” (1872/1873) i fregacie „Kniaź Pożarskij” (1873/1875). Od 1878 dowódca krążownika „Afryka”, od 1883 attaché morski Ministerstwa Morskiego Rosji we Francji, od 1886 dowódca krążownika „Admirał Korniłow”. Od 1892 zastępcą szefa Głównego Sztabu Morskiego. W 1895–1897 dowodził eskadrą na Oceanie Spokojnym, od 1897 starszy flagman Flotylli na Morzu Czarnym. Od sierpnia 1899 dowódca Sił Morskich na Pacyfiku i dowódca Prowincji Kwantuńskiej. W 1900 uczestniczył w stłumieniu powstania bokserów w Chinach, doprowadził do zdobycia Doug w Tanzinya. 12 sierpnia 1903 został mianowany namiestnikiem cara na Dalekim Wschodzie. Pomimo podjętych działań nie udało mu się zapewnić gotowości floty i twierdzy Port Artur do wojny rosyjsko-japońskiej 1904-1905. Od stycznia do października 1904 dowódca sił lądowych i morskich na Dalekim Wschodzie. Nie zgadzał się z dowódcą Armii Mandżurskiej gen. Aleksym Kuropatkinem, któremu przyznano większa uprawnienia. Powstała dwuwładza w dowodzeniu wojskami, potęgująca się tym, że posiadali oni różne poglądy na prowadzenie wojny na Dalekim Wschodzie. To bardzo komplikowało kierowanie operacjami wojennymi. Po serii niepowodzeń złożył dymisję w październiku 1904. Dymisja została przyjęta. Pozostał namiestnikiem cara na Dalekim Wschodzie. W czerwcu 1905 pozbawiony funkcji namiestnika, pozostawał członkiem Rady Państwa.
Od kwietnia 1917 w stanie spoczynku. Był odznaczony orderem św. Włodzimierza 1, 2, 3 i 4 stopnia, orderem św. Aleksandra Newskiego, orderem Orła Białego, orderem św. Anny 1, 2 i 3 stopnia, orderem św. Stanisława 1, 2 i 3 stopnia, orderem św. Jerzego 3 stopnia.